# Етово (Оклахома)
Етово (енгл. Etowah) град је у америчкој савезној држави Оклахома.

## Демографија
По попису из 2010. године број становника је 92, што је 30 (-24,6%) становника мање него 2000. године.
| Група             | 2000.       | 2010.      |
| Белци             | 114 (93,4%) | 86 (93,5%) |
| Афроамериканци    | 0 (0,0%)    | 0 (0,0%)   |
| Азијати           | 0 (0,0%)    | 1 (1,1%)   |
| Хиспаноамериканци | 4 (3,3%)    | 0 (0,0%)   |
| Укупно            | 122         | 92         |